# 堪萨斯市皇家
堪薩斯市皇家（英語：Kansas City Royals），（簡稱：KC or KCR），是美國職棒大聯盟中，隸屬於美國聯盟的棒球隊伍之一。主場位於密苏里州的堪萨斯市，隸屬於美國聯盟中區。主場是考夫曼體育場（Kauffman Stadium），從1973年使用至今。隊史第1座世界大賽冠軍，是在1985年獲得。皇家這一個名字的使用，起源於1899年堪薩斯市進行牛仔競技比賽的美國皇家（American Royal）。

## 历史
创建：1969年在美国联盟扩建时加入。
隶属分区：美国联盟中区（1994年至今）、美国联盟西区（1969年－1993年）
主場：考夫曼体育场（1973年至今）
使用过的体育场：市政体育场（1969年－1972年）
球衣顏色：皇家蓝、黑和白色
季后赛次数（9）：1976年~1978年、1980年~1981年、1984年~1985年、2014年、2015年
- 1981年因罷工縮短球季，故採上下半季，而皇家為下半季冠軍。

## 設立

### 強盛時期
1975年季中，皇家的新總教練Whitey Herzog上任，Herzog目標是增強球隊的守備和速度，所以皇家和芝加哥白襪交易換來Willie Wilson等4位選手，增強球隊的守備和速度。1976年球隊贏得第1個分區冠軍進入季後賽。在美國聯盟冠軍賽碰上紐約洋基，前4戰雙方打成2平，但在第5戰最後被洋基克里斯·錢布里斯擊出再見全壘打，而無法進入世界大賽。
1977年，皇家以102勝60敗獲得分區冠軍2連霸，隔年1978年也拿下分區冠軍，獲得3連霸。但是在美國聯盟冠軍賽連續3年都被洋基淘汰。
1979年，皇家只獲得分區第2名。
1980年，Jim Frey接掌皇家總帥，在Jim Frey帶領下本季拿下分區冠軍，在美國聯盟冠軍賽再度碰上洋基，但這次的結果和前3次不一樣，由皇家直落3橫掃洋基，並成為首支拿到美國聯盟冠軍賽的擴編球隊，但在世界大賽皇家以2:4不敵費城費城人，無緣隊史第一座世界大賽冠軍。

### 1985年：首座世界大賽冠軍
1981年，球季結束以後皇家將總教練換成前洋基總教練Dick Howser，在Dick Howser領軍的前2年（1982年-1983年）球隊在分區都是排名老2。1984年球隊獲得分區冠軍，但是在美國聯盟冠軍賽被底特律老虎直落3橫掃淘汰。
1985年，皇家隊以91勝71敗拿下分區冠軍，這一年美國聯盟冠軍賽改採7戰4勝制，對手為多倫多藍鳥，在1勝3負後，皇家奪下3連勝，包括2場重要的客場勝利，而順利進入世界大賽，這是球隊第2次打進世界大賽，交戰對手為聖路易紅雀，在比賽前4場由聖路易紅雀隊取得3勝1敗的聽牌優勢，但之後皇家3連勝，演出逆轉，最關鍵為第6場由於裁判的誤判，而使皇家獲勝而能將比賽帶到第7場，並獲得勝利，得到隊史第1座世界大賽冠軍。

### 長期低迷
1994年開始球隊的成績開始每下愈況，2002年球隊第一次敗場數達到100（62勝），2003年勝率有達到5成以上，但是2004年開始連續3年戰績都達到100敗，2007年雖然只有93敗，但在分區仍是爐主。
2008年換新的總教練以後，分區排名脫離最後一名，排名第4位，避免連續5年都是爐主。這2年（2008年和2009年）在一開始的分區排名，皇家隊都是龍頭，但5月開始戰績就一路下滑，而無法繼續保持領先。

### 2014年：睽違29年的世界大賽
皇家在主場迎戰奧克蘭運動家的美聯外卡賽，終於讓球迷看到季後賽可以瘋狂到什麼程度。儘管運動家靠著Brandon Moss單場雙響5打點打下領先，但皇家克服全場3度落後劣勢，於延長12局下灌進2分逆轉，靠Salvador Perez的再見安打以9:8擊敗運動家，為皇家搶下前往安納罕與洛杉磯天使進行分區系列賽的機票。
皇家在美联分区赛前3戰靠著「小球戰術」、打線發揮和先發後援幫助下橫掃天使，在美联冠军战碰上同樣以直落3橫掃老虎的巴爾的摩金鶯。結果皇家延續氣勢以直落4打落金鳥大隊，在家拿下美聯冠軍，並和國聯冠軍舊金山巨人爭奪該年度世界大賽冠軍。
儘管皇家在美聯季後賽奪得8連勝，但是在世界大赛的第1戰，就遭到了当头棒喝，在主场被巨人1:7击溃。在系列赛第2战，皇家在主场扭转颓势，回敬了巨人一个7:2。系列赛的第三场移师巨人主场AT&T公园进行，皇家继续延续了良好的状态，3:2险胜巨人。第4战和第5战的皇家却和前两场大相迳庭，分別以4:11和0:5输给了巨人，并且在场分上以2:3落后。在“只要再输一场就回家”的压力下，系列赛最后两场回到了堪萨斯。正当大家都以为巨人能轻易拿下第6战并且登顶的时候，皇家在2局下吞下7分大局并且以10:0痛宰巨人，并且将世界大赛拖入G7。在最后一场比赛中，皇家碰上季後賽之神-Madison Bumgarner，经过9局惡戰後以2:3输掉了世界大赛，但也已经创造了队史29年以来最好的战绩。

### 2015年：睽違30年世界大賽冠軍
前一年差點抱回世界大賽冠軍的皇家，季前先把「鄉村早餐」Billy Butler外送到灣區，改簽古巴好手坎崔·摩拉里斯，並在731交易大限前夕捕獲紅人王牌強尼·奎托和超級工具人Ben Zobrist。雖然這季的皇家常和美聯列強起衝突，但他們的戰績在美聯數一數二，輕鬆闖進季後賽，並在10:4擊敗水手後成為這一年第1支分區冠軍，更在睽違30年後首次登上分區冠軍。不過在ALDS，皇家卻被外卡晉級的休士頓太空人糾纏不休，一路打到Game 5才順利終結太空人的驚奇球季。
美聯冠軍戰，皇家的對手正好是30年前碰過面的藍鳥。2015年10月23日，皇家在ALCS第6戰以4:3獲勝，最終系列賽以4:2擊敗藍鳥，連續兩年挺進世界大賽。
最終皇家在世界大賽以4:1擊敗國聯冠軍紐約大都會，奪下睽違30年的世界大賽冠軍。

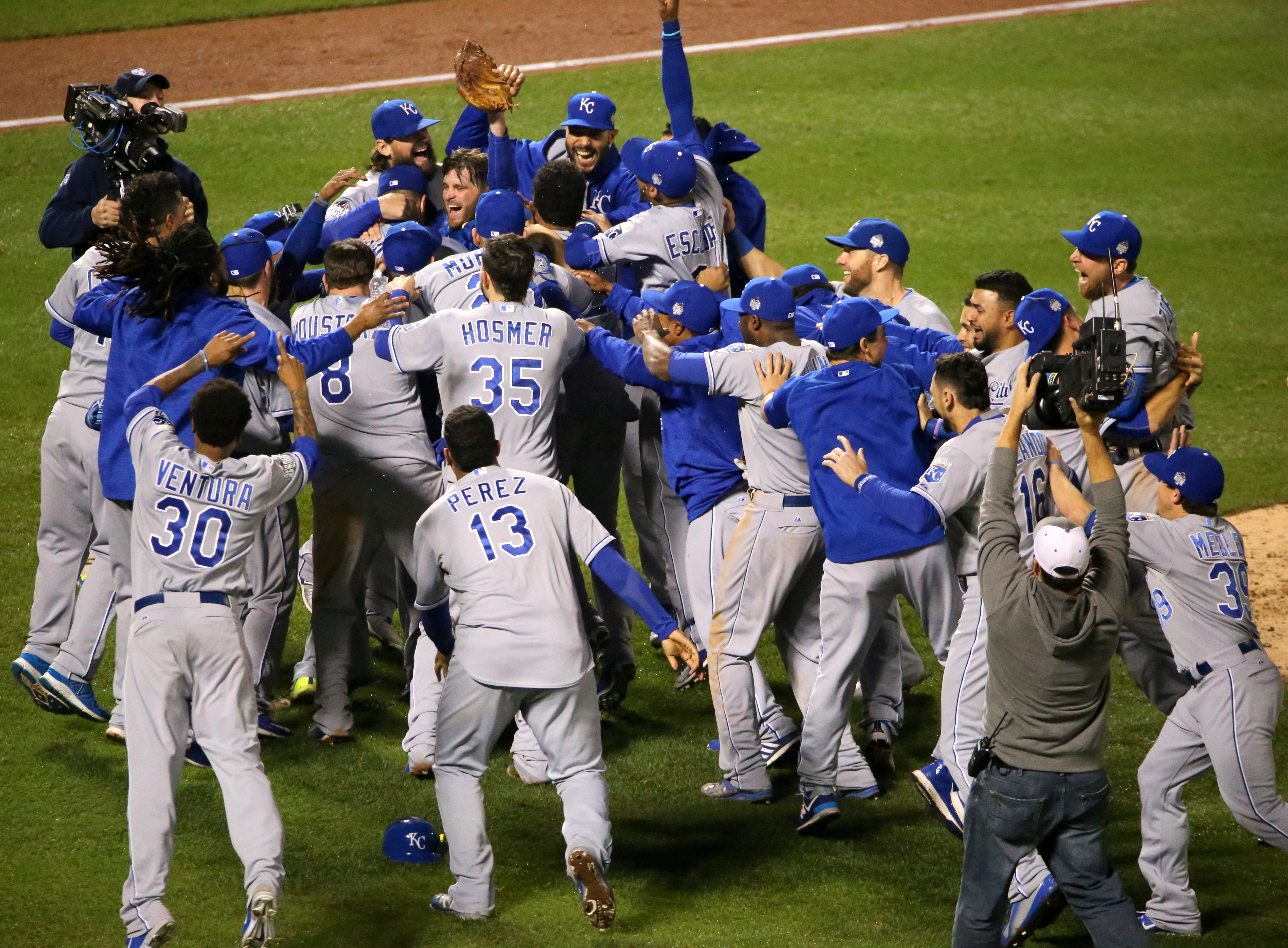
2015年奪下世界大賽冠軍

### 2019年：約斯特時代結束
帶領皇家隊奪下2015年世界大賽冠軍的總教練約斯特(Ned Yost)，宣布他將在今年球季最後一場結束後退休。

## 歷年戰績
| 年份       | 隊名         | 勝敗       | 勝率  | 名次                 | 季後賽成績 |
| ---------- | ------------ | ---------- | ----- | -------------------- | --- |
| 1969年     | 堪薩斯市皇家 | 69-93      | .426  | 美聯西區第四         | |
| 1970年     | 堪薩斯市皇家 | 65-97      | .401  | 美聯西區第五         | |
| 1971年     | 堪薩斯市皇家 | 85-76      | .528  | 美聯西區第二         | |
| 1972年     | 堪薩斯市皇家 | 76-78      | .494  | 美聯西區第四         | |
| 1973年     | 堪薩斯市皇家 | 88-74      | .543  | 美聯西區第二         | |
| 1974年     | 堪薩斯市皇家 | 77-85      | .475  | 美聯西區第五         | |
| 1975年     | 堪薩斯市皇家 | 91-71      | .562  | 美聯西區第二         | |
| 1976年     | 堪薩斯市皇家 | 90-72      | .556  | 美聯西區第一         | 美聯冠軍賽以2勝3負敗給紐約洋基 |
| 1977年     | 堪薩斯市皇家 | 102-60     | .630  | 美聯西區第一         | 美聯冠軍賽以2勝3負敗給紐約洋基 |
| 1978年     | 堪薩斯市皇家 | 92-70      | .568  | 美聯西區第一         | 美聯冠軍賽以1勝3負敗給紐約洋基 |
| 1979年     | 堪薩斯市皇家 | 85-77      | .525  | 美聯西區第二         | |
| 1980年     | 堪薩斯市皇家 | 97-65      | .599  | 美聯西區第一         | 美聯冠軍賽以3勝0負擊敗紐約洋基 世界大賽以2勝4負敗給費城費城人                                                                                |
| 1981年※    | 堪薩斯市皇家 | 50-53      | .485  | 美聯西區第四         | 美聯分區賽以0勝3負敗給奧克蘭運動家 |
| 1982年     | 堪薩斯市皇家 | 90-72      | .556  | 美聯西區第二         | |
| 1983年     | 堪薩斯市皇家 | 79-83      | .488  | 美聯西區第二         | |
| 1984年     | 堪薩斯市皇家 | 84-78      | .519  | 美聯西區第一         | 美聯冠軍賽以0勝3負敗給底特律老虎 |
| 1985年     | 堪薩斯市皇家 | 91-71      | .562  | 美聯西區第一         | 美聯冠軍賽以4勝3負擊敗多倫多藍鳥 贏得世界大賽冠軍（以4勝3負擊敗聖路易紅雀）                                                                  |
| 1986年     | 堪薩斯市皇家 | 76-86      | .469  | 美聯西區第三（並列） | |
| 1987年     | 堪薩斯市皇家 | 83-79      | .512  | 美聯西區第二         | |
| 1988年     | 堪薩斯市皇家 | 84-77      | .522  | 美聯西區第三         | |
| 1989年     | 堪薩斯市皇家 | 92-70      | .568  | 美聯西區第二         | |
| 1990年     | 堪薩斯市皇家 | 75-86      | .466  | 美聯西區第六         | |
| 1991年     | 堪薩斯市皇家 | 82-80      | .506  | 美聯西區第六         | |
| 1992年     | 堪薩斯市皇家 | 72-90      | .444  | 美聯西區第五（並列） | |
| 1993年     | 堪薩斯市皇家 | 84-78      | .519  | 美聯西區第三         | |
| 1994年※※   | 堪薩斯市皇家 | 64-51      | .557  | 美聯中區第三         | |
| 1995年※※※  | 堪薩斯市皇家 | 70-74      | .486  | 美聯中區第二         | |
| 1996年     | 堪薩斯市皇家 | 75-86      | .466  | 美聯中區第五         | |
| 1997年     | 堪薩斯市皇家 | 67-94      | .416  | 美聯中區第五         | |
| 1998年     | 堪薩斯市皇家 | 72-89      | .447  | 美聯中區第三         | |
| 1999年     | 堪薩斯市皇家 | 64-97      | .398  | 美聯中區第四         | |
| 2000年     | 堪薩斯市皇家 | 77-85      | .475  | 美聯中區第四         | |
| 2001年     | 堪薩斯市皇家 | 65-97      | .401  | 美聯中區第五         | |
| 2002年     | 堪薩斯市皇家 | 62-100     | .383  | 美聯中區第四         | |
| 2003年     | 堪薩斯市皇家 | 83-79      | .512  | 美聯中區第三         | |
| 2004年     | 堪薩斯市皇家 | 58-104     | .358  | 美聯中區第五         | |
| 2005年     | 堪薩斯市皇家 | 56-106     | .346  | 美聯中區第五         | |
| 2006年     | 堪薩斯市皇家 | 62-100     | .383  | 美聯中區第五         | |
| 2007年     | 堪薩斯市皇家 | 69-93      | .426  | 美聯中區第五         | |
| 2008年     | 堪薩斯市皇家 | 75-87      | .463  | 美聯中區第四         | |
| 2009年     | 堪薩斯市皇家 | 65-97      | .401  | 美聯中區第四（並列） | |
| 2010年     | 堪薩斯市皇家 | 67-95      | .414  | 美聯中區第五         | |
| 2011年     | 堪薩斯市皇家 | 71-91      | .438  | 美聯中區第四         | |
| 2012年     | 堪薩斯市皇家 | 72-90      | .444  | 美聯中區第三         | |
| 2013年     | 堪薩斯市皇家 | 86-76      | .531  | 美聯中區第三         | |
| 2014年     | 堪薩斯市皇家 | 89-73      | .549  | 美聯中區第二#        | 美聯外卡晉級賽擊敗奧克蘭運動家（比數9:8） 美聯分區賽以3勝0負擊敗洛杉磯天使 美聯冠軍賽以4勝0負擊敗巴爾的摩金鶯 世界大賽以3勝4負敗給舊金山巨人 |
| 2015年     | 堪薩斯市皇家 | 95-67      | .586  | 美聯中區第一         | 美聯分區賽以3勝2負擊敗休士頓太空人 美聯冠軍賽以4勝2負擊敗多倫多藍鳥 贏得世界大賽冠軍（以4勝1負擊敗紐約大都會）                               |
| 2016年     | 堪薩斯市皇家 | 81-81      | .500  | 美聯中區第三         | |
| 2017年     | 堪薩斯市皇家 | 80-82      | .494  | 美聯中區第三         | |
| 2018年     | 堪薩斯市皇家 | 58-104     | .358  | 美聯中區第五         | |
| 2019年     | 堪薩斯市皇家 | 59-103     | .364  | 美聯中區第五         | |
| 2020年※※※※ | 堪薩斯市皇家 | 26-34      | .433  | 美聯中區第四         | |
| 2021年     | 堪薩斯市皇家 | 74-88      | .457  | 美聯中區第四         | |
| 2022年     | 堪薩斯市皇家 | 65-97      | .401  | 美聯中區第五         | |
| 2023年     | 堪薩斯市皇家 | 56-106     | .346  | 美聯中區第五         | |
| 2024年     | 堪薩斯市皇家 | 86-76      | .531  | 美聯中區第二#        | 美聯外卡系列賽對巴爾的摩金鶯（比分2:0） 美聯分區賽以1勝3負敗給紐約洋基                                                                       |
| 總計       | 56 季        | 4208-4623† | .477† |                      | 季後賽戰績40-34 （.541） 4次美國聯盟冠軍 2次世界大賽冠軍                                                                                     |

#以外卡資格進入季後賽

†2024年9月29日
※1981年季賽受罷工影響，故球季分上下半季實施，而季後賽對戰也以四支球隊進行;戰績排名則以整年度計算，而皇家隊為該季的下半季冠軍

※※1994年賽季受大罷工影響，故無法打完整季，也無法舉行季後賽及世界大賽。

※※※1995年賽季，受到1994年大罷工影響，故球季從4/25才展開。

※※※※2020賽季受嚴重特殊傳染性肺炎大流行影響，故球季從7/23才展開，同時整季僅進行60場比賽，也是最少賽程的一年，季後賽制度也僅在這賽季以15支球取8支球隊模式進行，隔季恢復原制度。

## 棒球名人堂球员
- 喬治·布列特
- 奧蘭多·塞佩沙
- 哈蒙·基勒布魯
- 蓋洛·佩里
- 喬·高登
- 鮑伯·雷蒙
- Whitey Herzog
- John Schuerholz

## 退休号码
| 喬治·布列特 三壘手 1994 | 狄克·豪瑟 總教練 1987 | 法蘭克·懷特 二壘手 1995 | 傑基·羅賓森 全大聯盟退休背號 1997 |

## 附属小联盟球队
- AAA：欧玛哈追風者 (Omaha Storm Chasers), 太平洋岸联盟 (Pacific Coast League)
- AA：西北阿肯色天然人 (Northwest Arkansas Naturals), 德克薩斯联盟 (Texas League)
- 高階一A：威明顿蓝岩 (Wilmington Blue Rocks), 卡羅萊納聯盟 (Carolina League)
- A： 哥倫比亞螢火蟲 (Columbia Fireflies), 南大西洋聯盟 (South Atlantic League)
- 短A：
- 新秀：伯靈頓皇家 (Burlington Royals), 阿帕拉契联盟 (Appalachian League)
- 新秀：爱德荷瀑布鹌鹑 (Idaho Falls Chukars), 先锋联盟 (Pioneer League)
- 新秀：亜歷桑納聯盟皇家 (AZL Royals), 亚历桑纳联盟 (Arizona League)
- 新秀：多明尼加夏聯皇家一隊 (DSL Royals1), 多明尼加夏季聯盟 (Dominican Summer League)
- 新秀：多明尼加夏聯皇家二隊 (DSL Royals2), 多明尼加夏季聯盟 (Dominican Summer League)